# Catocala herodias
Catocala herodias là một loài bướm đêm trong họ Erebidae.